# La Canna
La Canna è un faraglione colonnare ampio 1.800 metri quadrati e alto 71 metri, che si erge dal mare nei pressi dell'isola di Filicudi, nelle Eolie, in Sicilia. A breve distanza è situato lo scoglio di Montenassari, leggermente più esteso ma alto solo 14 metri. I due scogli sono stati ordinati a riserva naturale integrale, con divieto di sbarco se non per scopi scientifici, allo scopo di preservarne l'ambiente naturale.

## Caratteristiche geologiche
La Canna è ciò che rimane di un antico edificio vulcanico che rappresenta l'ultima manifestazione eruttiva di Filicudi, circa 40.000 anni fa. Quando tale vulcano smise di eruttare, gli agenti atmosferici cominciarono ad eroderne le pendici, fino a farle scomparire completamente. Rimase quindi soltanto un'alta torre di magma solidificato, più resistente agli agenti atmosferici, che inizialmente stava all'interno del condotto vulcanico. Tale tipo di formazione è detta neck.

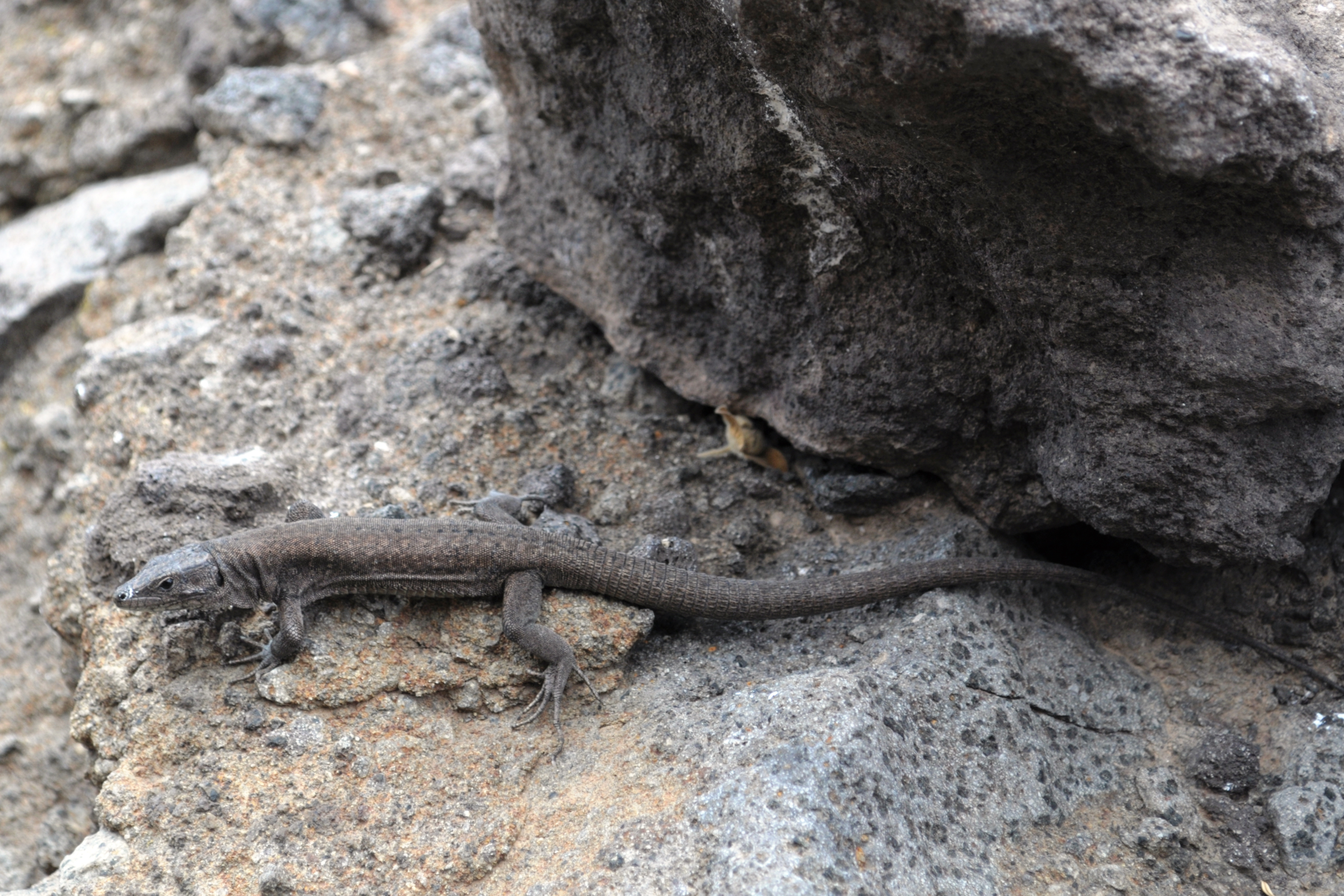
Lucertola delle Eolie (La Canna)

## Fauna
Sullo scoglio nidifica il falco della regina (Falco eleonorae), ed è inoltre presente una delle sottospecie di lucertola delle Eolie (Podarcis raffonei cucchiarai). È una specie a forte rischio di estinzione, in quanto vive, oltre che sulla Canna, in tre sole altre stazioni (l'isoletta di Strombolicchio, lo Scoglio Faraglione presso Salina e poche aree dell'isola di Vulcano), quasi tutte isolate e di piccola estensione. Sulla Canna la lucertola delle Eolie convive con il falco della regina alimentandosi dei pochi resti appetibili contenuti nelle sue borre, e degli insetti da esse attratti.

## Pendici sommerse
I fondali intorno alla Canna, molto suggestivi ma di non facile esplorazione a causa delle correnti, ospitano la margherita di mare (Parazoanthus axinellae), nonché lo spirografo (Sabella spallanzanii). È possibile incontrare gruppi di pesci come la castagnola (Chromis chromis), labridi multicolori, la cernia bruna (Epinephelus marginatus), il dentice (Dentex dentex), la perchia (Serranus cabrilla) e numerosi altri. Presente, ma sempre più rara, è l'aragosta mediterranea (Palinurus elephas).